# Robert Anderson (katona)
Robert Anderson (Louisville, Kentucky, Egyesült Államok 1805. június 14. – Nizza, Franciaország, 1871. október 26.) az Amerikai Egyesült Államok hadseregének tisztje volt az amerikai polgárháborúban.
Sokak számára ő volt a hős, aki ellenállt a Konföderációnak és példát mutatott az unionisták bátorságát, becsületét illetően a háború első ütközetében, Fort Sumter ostrománál 1861 áprilisában. Anderson szabad elvonulás fejében letette a fegyvert, így Északra távozhatott, ahol később dandártábornokká léptették elő és az uniós erők Kentucky parancsnoka lett. Ebből a beosztásából azonban a kormány politikai irányától való eltérése miatt 1861 végén leváltották és a harcot nem látó Rhode Islandbe vezényelték. 1863-ban Anderson erről a posztról szerelt le, mivel katonai karrierjét megfeneklettnek látta.

## Fiatalsága és tanulmányai
Anderson a Kentucky állambeli Louisville közelében, "Soldier's Retreat"-ben született, apja Richard Clough Anderson, anyja Sarah Marshall volt. Virginiai gyökerű, prominens családba született, mely rabszolgákat tartott birtokán. Családjának régre visszatekintő katonai hagyományai voltak, így maga is ezt karriert választotta. Diplomáját a West Point katonai akadémián szerezte 1825-ben, majd hadnagyi rangfokozatot kapott a 3. tüzérezredben. Pár hónappal az akadémia elvégzése után bátyja, Richard Clough Anderson, Jr., az Egyesült Államok Kolumbiai nagykövetének magántitkára lett. Ezután a Monroe Artillery School erődjébe vezényelték, majd visszatért West Pointba és tüzérségi oktató lett két évig. Többek között tanította William Tecumseh Shermant, Braxton Bragget, Irvin McDowellt, George G. Meade-et, Joseph Hookert, Jubal Anderson Early-t és a később mellett segédkedő P. G. T. Beauregard-t.

## Katonai karrierje és harctéri szolgálata
Az 1832-es Black Hawk háború idején az illinoisi milícia ezredeseként szolgált. Itt kétszer is találkozott Abraham Lincoln későbbi elnökkel; először mikor az belépett a önkéntesek közé, és másodszor mikor Anderson kimustrálta őt a katonai szolgálatból. 1832. augusztus 3-án a Bad Axe-i ütközetben megmentette egy indiángyerek életét, aki az anyja életét kioltó golyótól sebesülten hevert anyja karjai között. Anderson visszavitte a gyermeket a táborba, ahol ellátták a sebét. Három nappal később azt írta bátyjának küldött levelében: 

„Több szenvedést láttam, mint azt valaha is feltételeztem volna boldog hazánkról. Halottak, férfiak és nők, kiterülve hevernek az út mellett, temetetlenül, az enyészetnek kitéve - szegény, girhes emberek tetemei.”

A reguláris hadsereghez 1833-ban főhadnagyként tért vissza. 1837-ben a Második Szeminol háborúban Winfield Scott törzsének főhadsegédeként szolgált a floridai harcok alatt. Az ekkor szerzett lázas megbetegedés egész életén át elkísérte.. 1839-ben francia eredetiből lefordította a Lóvontatású és gyalogos tábori tüzérségnek szóló instrukciók c. értekezést, kiegészítette a szöveget némi értelmezéssel és illusztrációkkal látta el. A könyv a tüzérség elismert szakértőjévé tette, és annak előírásai alapján az amerikai tüzérség hatásosabbá, és gyorsabban mozgóvá vált az elkövetkező háború folyamán.

1841 októberében századossá léptették elő. A Mexikói–amerikai háborúban való részvétel alól felmentést kaphatott volna betegsége miatt, de ezzel a lehetőséggel nem élt. Ismét szolgálhatott volna Scott törzsénél, de ezúttal harcolni akart, ezért elutasította az ajánlatot. Ebának, későbbi feleségének írt leveléből ismerjük a háborút illető gondolatait: 

„Azt hiszem, nem alkotható abszurdabb eljárás a nemzeti nézeteltérések rendezésére, mint amelyet éppen folytatunk — hogy kiderítsük, kinek van igaza, megöljük egymást.”

 A Molino del Rey-i ütközetben súlyosan megsebesült, aminek következtében címzetes őrnagyi rangot kapott.

## Házassága és tevékenysége a polgárháború kitöréséig

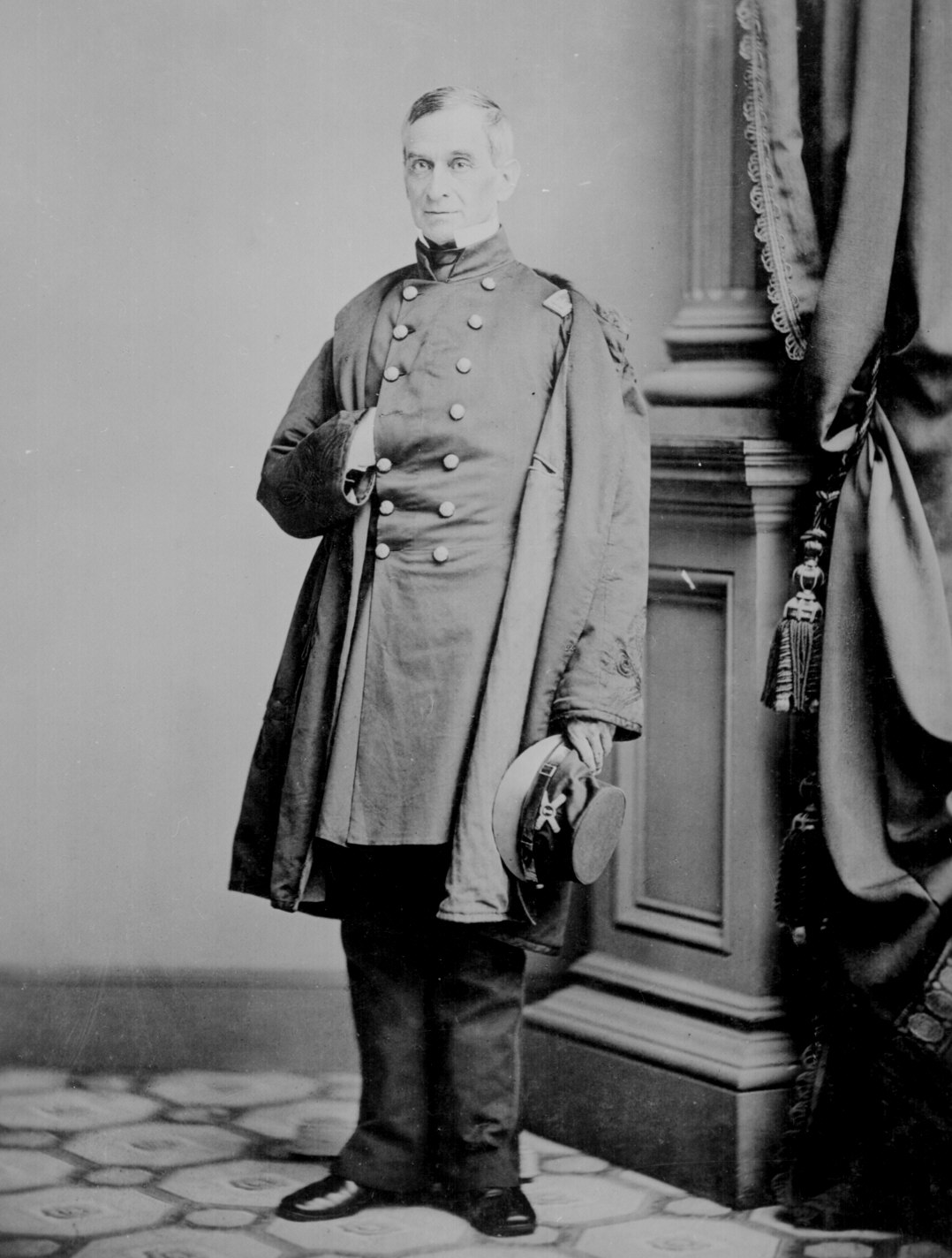
Robert Anderson őrnagyként, Mathew Brady felvétele

1842. március 26-án New York City-ben feleségül vette Ebát, Eliza Bayard Clinch-et, egy módos georgiai rabszolgatartó birtokos lányát. Eba apja helyett Winfield Scott vezénylő tábornok látta el az örömapai feladatokat az esküvőn. Három lányuk született, Eliza 1845-ben, Maria 1848-ban, Sophie 1850-ben és egy fiuk, Robert 1859-ben. Felesége révén a birtokába került néhány rabszolga, akiket a polgárháború kitörése előtt nem sokkal eladott. A mexikói háborút követően tagja lett annak a bizottságnak, mely a hadsereg számára a hivatalos tüzérségi ostromkézikönyvet összeállította. 1855-től 1859-ig egy állami beruházásokhoz vasrudakat előállító üzem felügyeletét látta el a New Jersey állambeli Trentonban. Ezt a könnyű beosztást valószínűleg romló egészségének és Winfield Scotthoz fűződő bensőséges kapcsolatának köszönhette. A végleges őrnagyi előléptetést a szövetségi hadsereg 1. tüzérezredében kapta meg 1857. október 5-én.
1860 nyarán és őszén Anderson barátjával, Jefferson Davis szenátorral együtt a West Point fegyelmi viszonyait vizsgáló bizottság tagja volt. Ekkor már ötvenhetedik évébe lépett és a visszavonulást fontolgatta. 1860. november 15-én azonban parancsot kapottt, mely szerint: "Robert Anderson, az 1. tüzérezred őrnagya ezen parancs erejénél fogva leváltja John Gardnert, az 1. tüzérezred címzetes ezredesét, tényleges alezredest Fort Moultrie-ban és átveszi a parancsnokságot." A parancsot Winfield Scott írta alá, de John B. Floyd, déli szimpátiával bíró hadügyminiszter irodájából küldték. Vélhetően azért választották őt, mert Andersont déli származása és rabszolgatartása ellentétes jelek hiányában déli szimpatizánsnak mutatta Floyd irodája előtt. Emellett romló egészsége, valamit kilátásban levő nyugdíjazása valószínűvé tette, hogy nem fog erőszakosan fellépni az ekkor már az elszakadás küszöbén álló Dél-Karolinával szemben. Délen egyenest abban reménykedtek, hogy Anderson át fogja adni az erődöket a Konföderációnak, csakhogy nem számoltak makacs ragaszkodásával a katonai fegyelemhez. Gyakran mondogatta, hogy atyja vallása és Washington tábornok politikája vezérli életét, illetve, hogy csak három iromány jelenti számára a követendő utat: a Tízparancsolat, az alkotmány és a szolgálati kézikönyv. Anderson személy szerint gondolkodás nélkül Észak pártjára helyezkedett, ám emellett hajlamos lett volna elismerni a szecessziót. Úgy érezte, ily módon a háború elkerülhető és az elszakadt államok egy későbbi, kedvező időpontban újraegyesülhetnek az USA-val.

## A polgárháborúban

### Fort Sumter

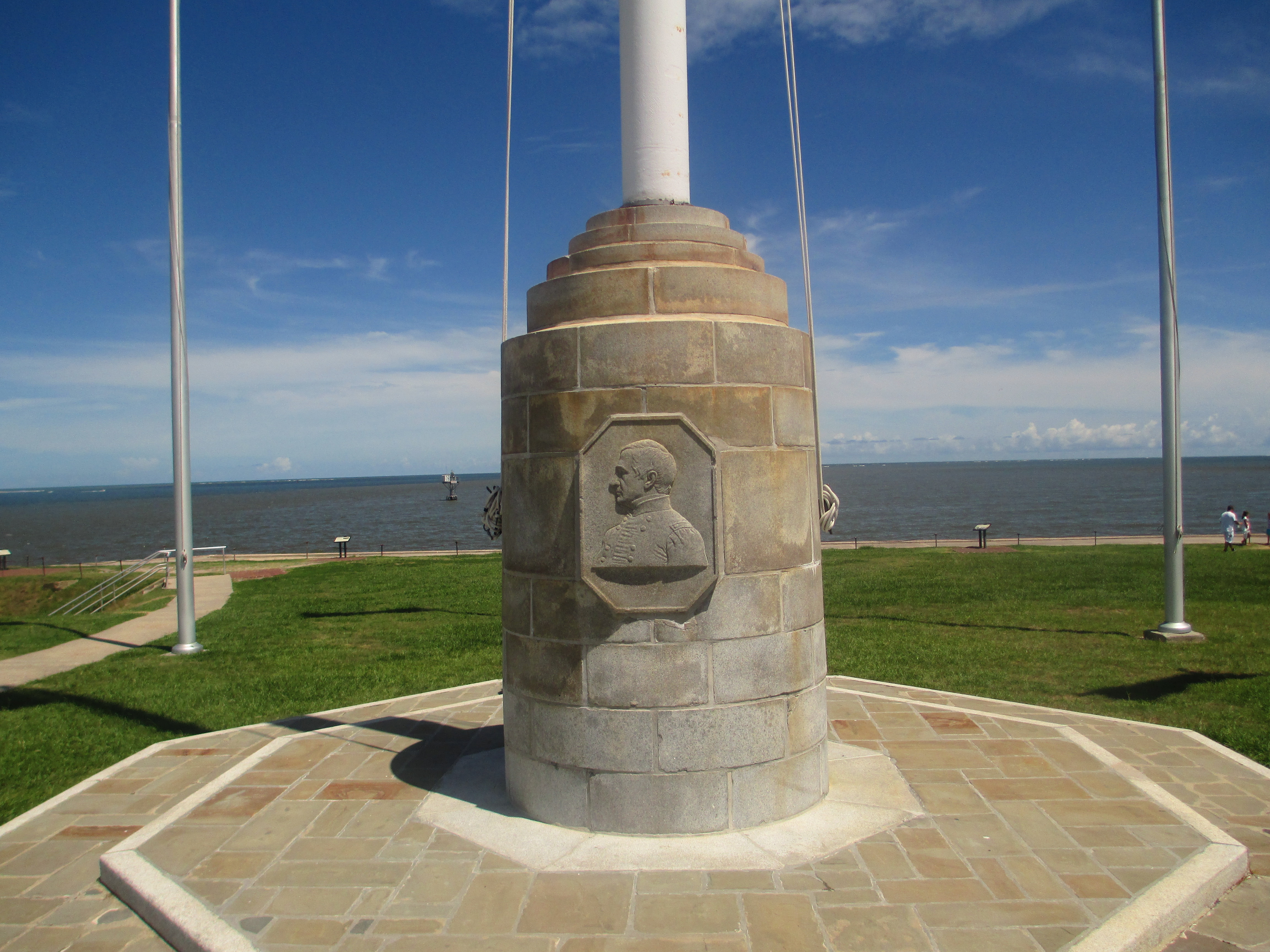
Robert Anderson tiszteletére képmását belefaragták a charlestoni kikötőben, Fort Sumter egykori helyén emelt emlékműbe.

1860. december 20-án Dél-Karolina kikiáltotta függetlenségét. Anderson csakhamar az egyik utolsó, Délen épült, de még szövetségi kézen maradt erődítmény parancsnokává lett. A Buchanan kormány az erőd kényes helyzete miatt gyakorlatilag nem küldött semmilyen segítséget, azonban elvárta, hogy mindössze 86 fős helyőrségével tartsa birtokában a Charlestoni öböl déliek által maguknak követelt erődítményeit, anélkül, hogy háborút robbantana ki. Andersont eddig a minisztérium nem látta el írásbeli instrukciókkal arra nézve, hogy mit kéne csinálnia. Floyd hadügyminiszter Don Carlos Buell századost küldte hozzá szóbeli utasításokkal. Mikor Buell meglátta Fort Moultrie állapotát, a memorizált instrukciókat a körülmények teremtette realitáshoz igazítva adta tovább és Andersonra bízta annak mérlegelését, hogy melyik erődbe helyezze el csapatait.
Anderson szintén nem kapott tájékoztatást arra nézve, hogy az ellentétes eredőjű közvéleményi nyomás alatt vergődő Buchanan elnök burkolt tétlenségi ígéretnek értelmezhető szavakkal írta körül a Charleston környéki szövetségi erődökkel kapcsolatban folytatni szándékozott politikáját. 1860. december 26-án éjjel, Dél-Karolina elszakadása után hat nappal, Anderson őrnagy saját hatáskörében, pusztán katonai szempontok alapján mérlegelve úgy döntött, hogy katonái elhagyják a védhetetlen Fort Moultrie-t. Kihasználva a dél-karolinai milícia rájuk irányuló figyelemének karácsonyi lanyhulását, megrongálták és használhatatlanná tették Moultrie ágyúit, majd a sötétség leple alatt hajókon átkeltek Fort Sumterbe.
Dél-Karolina kormányzója Francis W. Pickens felháborodott a szószegésnek érzékelt akció felett, Buchanan elnök pedig a kínos helyzetbe kerülése miatt neheztelt. Fort Sumter modernebb és jobban védhető erősség volt, mivel a Charlestoni öböl közepén egy szigetre épült, így nehezen lehetett megközelíteni. A dél-karolinai közvélemény csalást kiáltott, az északi viszont a szecessziónak való ellenszegülés példamutatását ünnepelte benne.
1861. január 9-én a Star of the West nevű hajó az erőd számára hozott utánpótlással a rakterében megközelítette Fort Sumtert, a milícia ágyúi pedig lőni kezdték. Andersont nem értesítették a hajó érkezéséről és utasítást sem kapott a megvédésére, így nem akarván háborút kirobbantani nem nyitott tüzet, így a hajót a lövések elkergették. Fort Sumter egyre inkább jelképpé vált mindkét oldal szemében. Lincoln elnök beiktatása után kabinetjének több tagja hajlandó volt feladni az erődöt; nem így Lincoln. Az ellenoldal egyik sajtóterméke, a Charleston Mercury így írt: "Készüljünk fel a háborúra. (...) A határállamok nem fognak csatlakozni hozzánk, míg fel nem mutattuk a saját magunkat megszabadító erőt–míg be nem bizonyítottuk, hogy egy hetven fős helyőrség nem zárhatja rá a kapukat kereskedelmünkre. A Déli Konföderáció sorsa Fort Sumter zászlórúdjára van tűzve."
1861 februárjában hét elszakadt egykori USA állam megalakította az Amerikai Konföderációs Államokat és Jefferson Davist, Anderson korábbi barátját és munkatársát választották elnökének. Davis elrendelte, hogy az erődöt birtokba kell venni. A tüzérségi bombázást az a P. G. T. Beauregard dandártábornok irányította, akit a West Pointon Anderson oktatott és aki később oktatósegéde lett. A támadás 1861. április 12-én napkelte előtt kezdődött és addig folytatódott, míg az óriási létszámhátrányban levő Anderson készletei lőpora, muníciója és élelme kifogyása és az erődben elolthatatlanul tomboló tűz miatt április 14-én szabad elvonulás fejében feladni kényszerült az erődöt. Ez az ütközet volt az első fegyveres összecsapás az Amerikai polgárháború véres csatáinak sorában. Az ostromban azonban egyetlen ember sem veszett oda, legfőképpen Anderson gondos védelmi stratégiájának köszönhetően.
Az erőd védelme miatt a sajtó Andersonból azonnal nemzeti hőst kreált. Május 15-én előléptették dandártábornokká. Anderson a lobogó levonása után azt magával vitte New Yorkba, ahol bemutatta a Union Square-en rendezett, méretében minden addigit felülmúló hazafias gyűlésen.

#### Az USA lobogójának szimbolikája
Az USA lobogója, mint nemzeti jelkép nagyrészt Anderson harcának és dacos ellenállása következtében kelt életre, írja Adam Goodheart, polgárháborút kutató író, publicista. A háború folyamán a lobogót a szecesszió elutasítása és az amerikai nacionalizmus felkeltése érdekében használták Északon. Goodheart a következőképpen írja le a patrióta szimbólummá válást: "Ezen nap előtt a lobogó leginkább katonai jelzésként szolgált, illetve az USA területi fennhatóságának jelzésére (...) és különleges alkalmakkor, például július 4-én tűzték ki. De az Anderson őrnagy meglepő ellenállását követő néhány hétben más jelentést kapott. Hirtelenjében a csillagos-sávos zászló házak, utcai bejáratok, templomok, falvak és főiskolai udvarok fölött kezdett lobogni. (...) A vén zászló hirtelen új értelmet nyert. Az unió fenntartásának addig elvont gondolata kézzelfogható dologgá alakult át: egy darab textilanyaggá, mely alatt emberek milliói fognak küzdeni és érte meghalni."

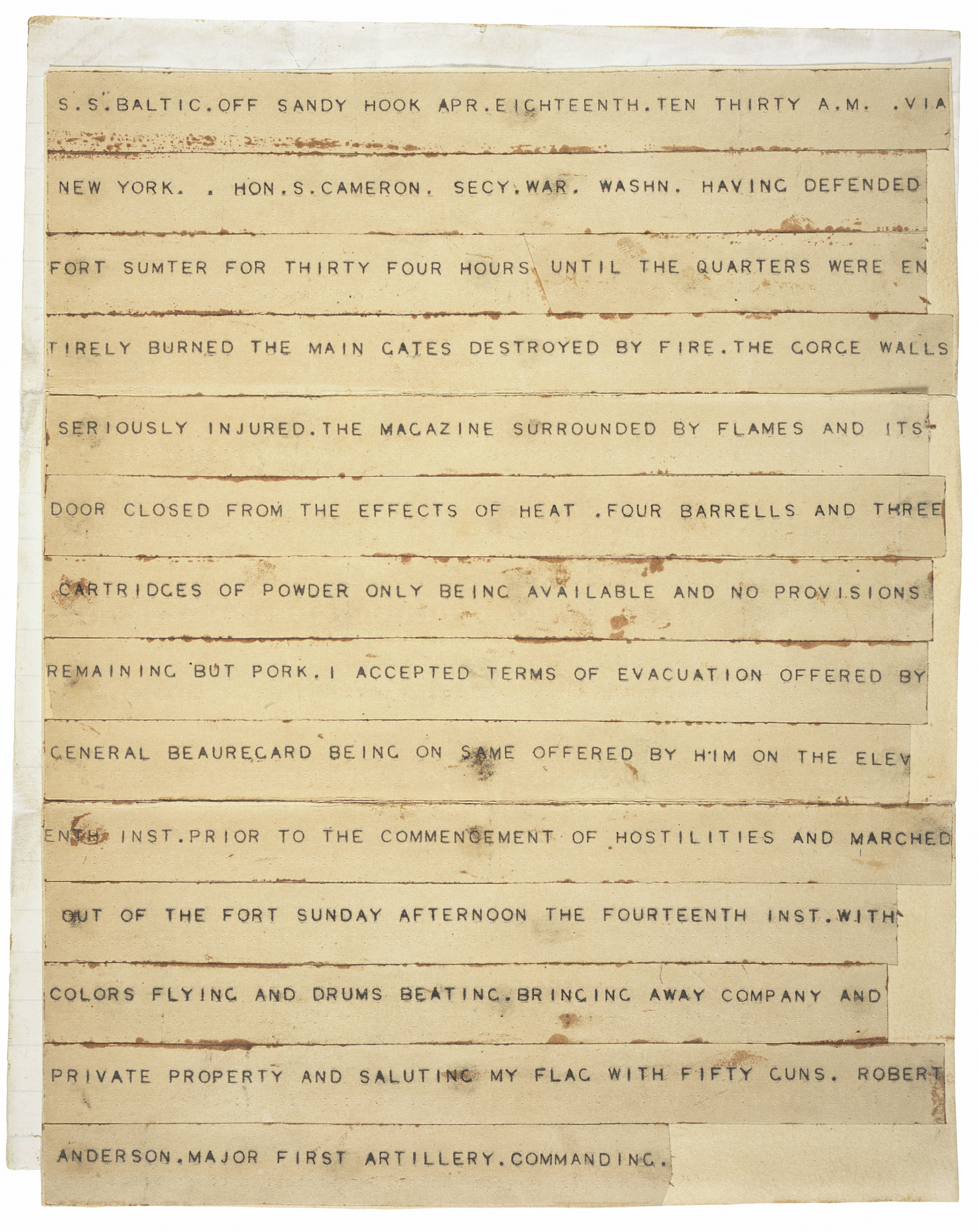
Robert Anderson távirata, melyben közli Fort Sumter megadását.

#### További szolgálata
Anderson ezek után igen sikeres toborzókörútra indult Északon. Következő megbízatása politikailag igen érzékeny pozícióba helyezte, a Department of Kentucky (Kentucky katonai körzet, melyet később a Department of the Cumberlandre neveztek át) élére került, egy határállamba, mely szeretett volna kimaradni a polgárháborúból. 1861. május 28-tól szolgált a semlegességét kinyilvánító Kentuckyban. A történészek általában hanyatló egészségével indokolják, hogy 1861. október 7-én William Tecumseh Shermant nevezték ki utódának. Joshua Fry Speed, Lincoln elnök barátjának levele azonban arra utal, hogy az elnök mozdította el pozíciójából. Speed a Kentucky semlegesség aláaknázása céljából Andersonnal fegyvereket akart szétosztatni az északbarát kentucky lakosok között. Anderson vonakodott szülőállamát belerántani a háborúba és az elnök akaratát végrehajtani. Speed október 8-án kelt sorai szerint Anderson "sajnálkozott, hogy a parancsnokságot át kell adnia (...) (de) beleegyezett annak szükségességébe és méltósággal adta be derekát."
1862-ben Andersont a New York-i Society of the Cincinnati tiszteletbeli tagjává választották. Anderson unokaöccsének fia, Larz Anderson nagykövet igen aktív tevékenységet folytatott a társaságban.
Anderson utolsó katonai állomáshelye a newporti Fort Adamsben volt. 1863 augusztusában kapta megbízatását egy olyan állomáshelyen, melyet a háború nem érintett. Ez egyaránt betudható egészségi állapotának és politikai kegyvesztettségének. Érdekes egybeesés, hogy utolsó állomáshelye, Fort Adams volt az egykori tanítványa és későbbi ellenfele, Beauregard tábornagy első állomáshelye a west pointi diplomázás után. Anderson 1863. október 27-én, pár hónappal jelentéktelen posztjára való kinevezése után lépett ki a hadsereg kötelékéből. 1865. február 3-án Fort Sumter védelmében teljesített "lovagias és hozzáértő szolgálata" jutalmaként címzetes vezérőrnagyi rangot kapott.

## Öregsége

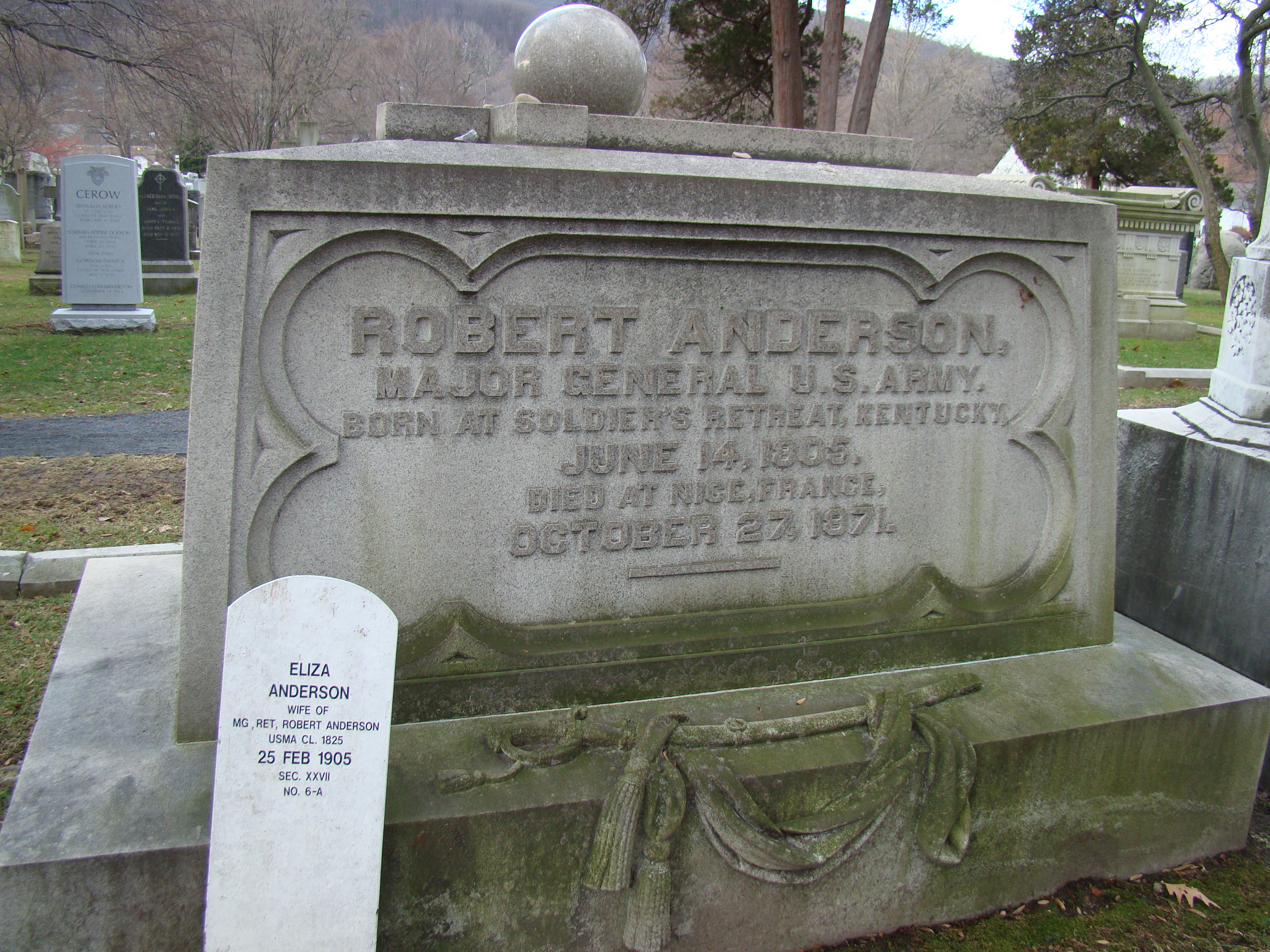
Anderson sírja a West Point Cemetery temetőben.

Robert E. Lee appomattoxi fegyverletétele és ezzel a háború gyakorlati befejezése után Anderson újra egyenruhába bújt, visszatért Charlestonba és pontosan négy évvel a 33 csillagot számláló nemzeti lobogó levonása után, 1865. április 14-én Észak győzelmének szimbolikus kinyilvánításaképpen felvonta ugyanazt súlyosan megrongyolódott lobogót, melyet Fort Sumter ostroma után Északra menekített. Az esemény után pár órával Lincoln ellen John Wilkes Booth sikeres merényletet követett el.
A háborút követően Anderson a Military Order of the Loyal Legion of the United States tagja lett. 1869-ben megbeszélést folytatott Sylvanus Thayer címzetes vezérőrnaggyal, a "West Point akadémia atyjával" az Egyesült Államok hadseregének további jövőjéről. Látogatása eredményeként létrejött az akadémia végzettjeinek egylete (Military Academy's Association of Graduates (AoG)).
Élete utolsó évében Anderson a franciaországi Nizzába utazott, hogy betegségére enyhülést találjon. Itt érte a halál 1871. október 26-án.

## Családi kötelékei és rokonsága

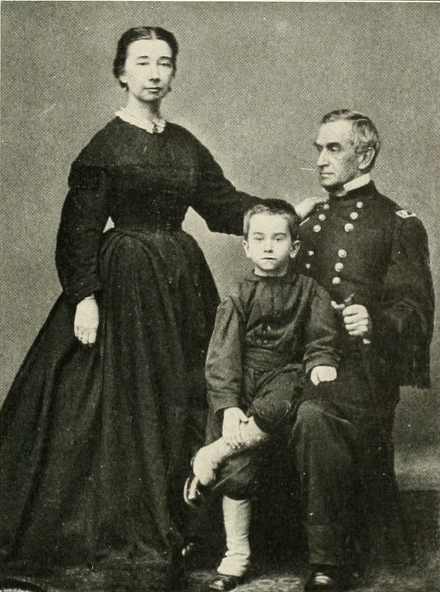
Anderson családja körében

Anderson édesanyja, Sarah Marshall John Marshall, az alkotmánybíróság elnökének elsőfokú unokatestvére volt. Anderson testvére Charles Anderson Ohio kormányzója volt 1865-től 1866-ig. Másik testvére, William Marshall Anderson a vadnyugati területek utazója volt és később Ohio államügyésze lett. Hitbuzgó katolikusként és köztudott konföderációs szimpátiája miatt rövid időre Mexikóba költözött Miksa császár uralma alatt, azt remélve, hogy ott segíthet létrehozni egy száműzetésben levő konföderációs kolóniát. W. Marshall Anderson fia Thomas M. Anderson harcolt a spanyol–amerikai háborúban, a filippínó–amerikai háborúban és dandártábornoki rangig vitte.